# 라주

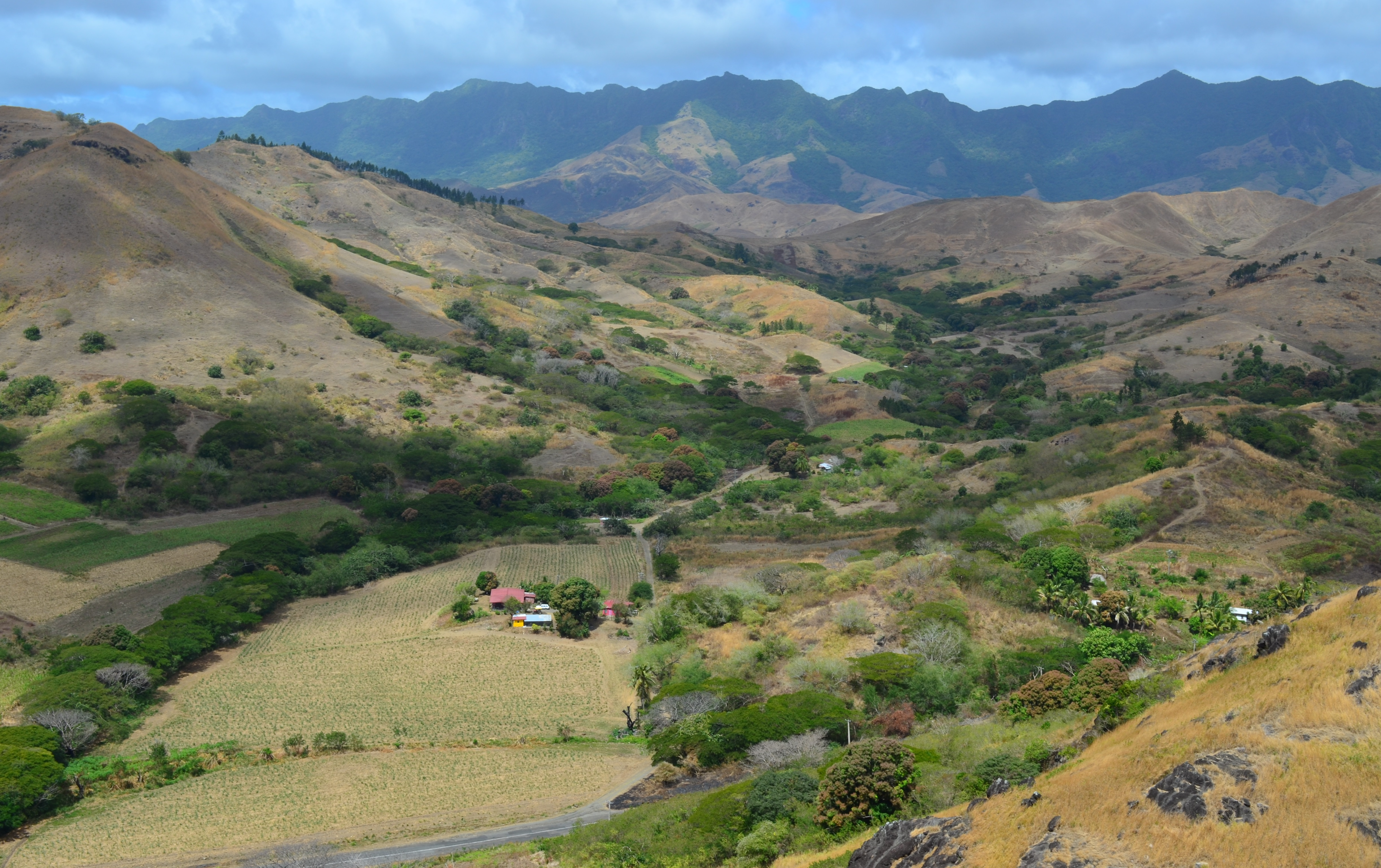

라주(Ra Province)는 피지를 구성하는 14개 주 가운데 하나로 면적은 1,341 km2, 인구는 29,464명(2007년 기준)이다. 행정 구역상으로는 서부구에 속한다. 피지에서 가장 큰 섬인 비치레부섬에 위치한 8개 주 가운데 하나이다.